# Kanton Saint-Sulpice-les-Feuilles
Der Kanton Saint-Sulpice-les-Feuilles war bis 2015 ein französischer Wahlkreis im Arrondissement Bellac, im Département Haute-Vienne und in der Region Limousin; sein Hauptort war Saint-Sulpice-les-Feuilles. Vertreter im Generalrat des Départements war zuletzt von 1998 bis 2015 Jean-Pierre Drieux (ADS).
Der neun Gemeinden umfassende Kanton Saint-Sulpice-les-Feuilles war 231,15 km² groß und hatte 4064 Einwohner (Stand: 2012).

## Gemeinden
| Gemeinde                   | Einwohner Jahr | Fläche km² | Bevölkerungsdichte | Code INSEE | Postleitzahl |
| -------------------------- | -------------- | ---------- | ------------------ | ---------- | ------------ |
| Arnac-la-Poste             | 1004 (2013)    | 46,62      | 22 Einw./km²       | 87003      | 87160        |
| Cromac                     | 263 (2013)     | 24,15      | 11 Einw./km²       | 87053      | 87160        |
| Les Grands-Chézeaux        | 245 (2013)     | 13,51      | 18 Einw./km²       | 87074      | 87160        |
| Jouac                      | 192 (2013)     | 20,31      | 9 Einw./km²        | 87080      | 87890        |
| Lussac-les-Églises         | 496 (2013)     | 41,02      | 12 Einw./km²       | 87087      | 87360        |
| Mailhac-sur-Benaize        | 306 (2013)     | 21,2       | 14 Einw./km²       | 87090      | 87160        |
| Saint-Georges-les-Landes   | 240 (2013)     | 16,21      | 15 Einw./km²       | 87145      | 87160        |
| Saint-Martin-le-Mault      | 114 (2013)     | 12,5       | 9 Einw./km²        | 87165      | 87360        |
| Saint-Sulpice-les-Feuilles | 1238 (2013)    | 35,63      | 35 Einw./km²       | 87182      | 87160        |